# Grand Prix automobile d'Allemagne 1973
Résultats du Grand Prix d'Allemagne de Formule 1 1973 qui a eu lieu sur le Nürburgring le 5 août 1973.

## Classement
| Pos  | N° | Pilote               | Écurie            | Tours | Temps/Abandon     | Grille | Points |
| ---- | -- | -------------------- | ----------------- | ----- | ----------------- | ------ | ------ |
| 1    | 5  | Jackie Stewart       | Tyrrell-Ford      | 14    | 1 h 42 min 03 s 0 | 1      | 9      |
| 2    | 6  | François Cevert      | Tyrrell-Ford      | 14    | +1 s 6            | 3      | 6      |
| 3    | 30 | Jacky Ickx           | McLaren-Ford      | 14    | +41 s 2           | 7      | 4      |
| 4    | 24 | Carlos Pace          | Surtees-Ford      | 14    | +53 s 8           | 11     | 3      |
| 5    | 11 | Wilson Fittipaldi    | Brabham-Ford      | 14    | + 1 min 19 s 9    | 13     | 2      |
| 6    | 1  | Emerson Fittipaldi   | Lotus-Ford        | 14    | + 1 min 24 s 3    | 14     | 1      |
| 7    | 31 | Jochen Mass          | Surtees-Ford      | 14    | + 1 min 25 s 2    | 15     |        |
| 8    | 17 | Jackie Oliver        | Shadow-Ford       | 14    | + 1 min 25 s 7    | 17     |        |
| 9    | 8  | Peter Revson         | McLaren-Ford      | 14    | + 2 min 11 s 8    | 7      |        |
| 10   | 26 | Henri Pescarolo      | Iso Marlboro-Ford | 14    | + 2 min 22 s 5    | 12     |        |
| 11   | 9  | Rolf Stommelen       | Brabham-Ford      | 14    | + 3 min 27 s 3    | 16     |        |
| 12   | 7  | Denny Hulme          | McLaren-Ford      | 14    | + 3 min 38 s 7    | 8      |        |
| 13   | 12 | Graham Hill          | Shadow-Ford       | 14    | + 3 min 49 s 0    | 20     |        |
| 14   | 23 | Mike Hailwood        | Surtees-Ford      | 13    | + 1 tour          | 18     |        |
| 15   | 18 | David Purley         | March-Ford        | 13    | + 1 tour          | 22     |        |
| 16   | 15 | Mike Beuttler        | March-Ford        | 13    | + 1 tour          | 19     |        |
| Abd. | 10 | Carlos Reutemann     | Brabham-Ford      | 7     | Moteur            | 6      |        |
| Abd. | 19 | Clay Regazzoni       | BRM               | 7     | Moteur            | 10     |        |
| Abd. | 16 | George Follmer       | Shadow-Ford       | 5     | Accident          | 21     |        |
| Abd. | 20 | Jean-Pierre Beltoise | BRM               | 4     | Boîte de vitesses | 9      |        |
| Abd. | 21 | Niki Lauda           | BRM               | 1     | Accident          | 5      |        |
| Abd. | 2  | Ronnie Peterson      | Lotus-Ford        | 0     | Allumage          | 2      |        |

Légende :
- Abd.=Abandon.

## Pole position et record du tour
- Pole position : Jackie Stewart en 7 min 07 s 8 (vitesse moyenne : 192,160 km/h).
- Tour le plus rapide : Carlos Pace en 7 min 11 s 4 au 13e tour (vitesse moyenne : 190,556 km/h).

## Tours en tête
- Jackie Stewart : 14 (1-14)

## À noter
- 27e et dernière victoire pour Jackie Stewart. Il établit un nouveau record de victoires qui sera égalé par Alain Prost le 17 mai 1987 (GP de Belgique) puis battu par Prost le 20 septembre 1987 au GP du Portugal.
- 16e victoire pour Tyrrell en tant que constructeur.
- 62e victoire pour Ford Cosworth en tant que motoriste.